# Distretto di Yrǧyz
Il distretto di Yrǧyz (in kazako: Ырғыз ауданы) è un distretto (audan) del Kazakistan con  capoluogo Yrǧyz.